# سی و هفتمین دوره جشنواره فیلم فجر
سی و هفتمین دوره جشنواره فیلم فجر از ۱۰ تا ۲۲ بهمن ۱۳۹۷ در تهران برگزار شد.
در ۲۱ مهر ۱۳۹۷ با انتشار فراخوان کار سی و هفتمین دوره فیلم فجر آغاز شد، همچنین ثبت نام از آثار متقاضی حضور در جشنواره از اول تا ۳۰ آبان ۱۳۹۷ می‌باشد.
هیئت داوران بخش سودای سیمرغ شامل محمد احسانی، محمدعلی باشه آهنگر، محمد بزرگ‌نیا، مهرزاد دانش، پوران درخشنده، ریما رامین‌فر و محمود کلاری و هیئت داوران بخش نگاه نو، فیلم‌های کوتاه و فیلم‌های مستند شامل محمد آفریده، حبیب احمدزاده، آیدا پناهنده، سعید سهیلی و مازیار میری می‌باشد. دبیر این دوره از جشنواره ابراهیم داروغه‌زاده‌است.

## نامزدها و جوایز

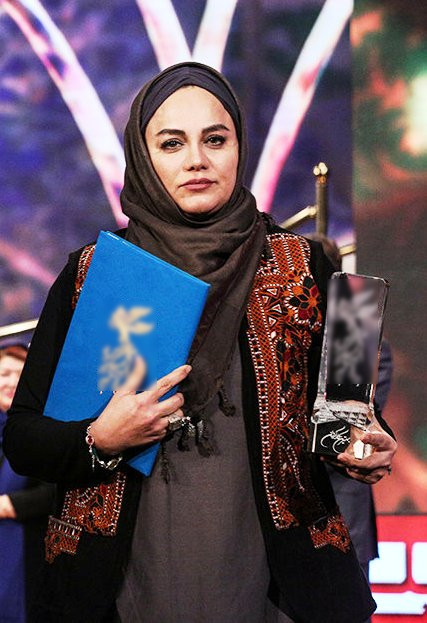
نرگس آبیار، برنده سیمرغ بهترین کارگردانی

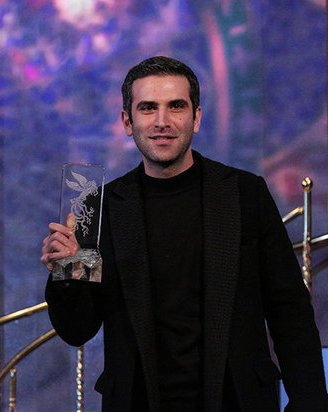
هوتن شکیبا، برنده سیمرغ بهترین بازیگر نقش اول مرد

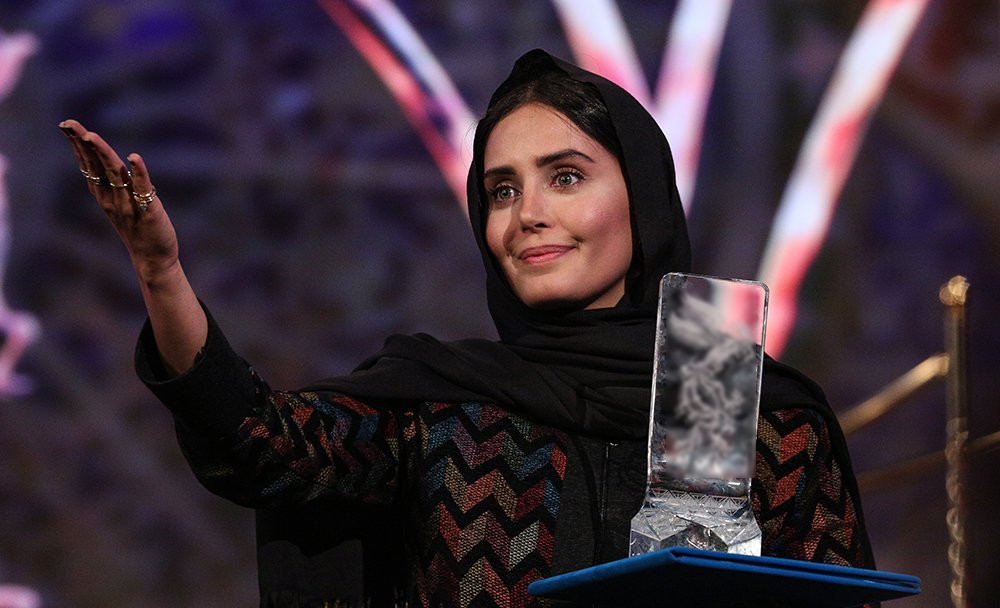
الناز شاکردوست، برنده سیمرغ بهترین بازیگر نقش اول زن

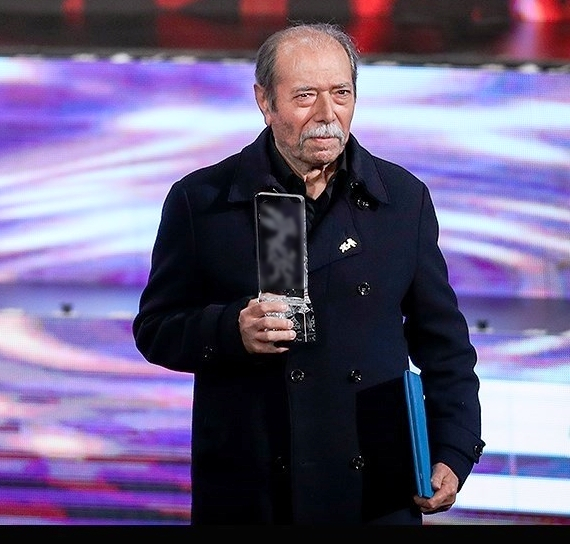
علی نصیریان، برنده سیمرغ بهترین بازیگر نقش مکمل مرد

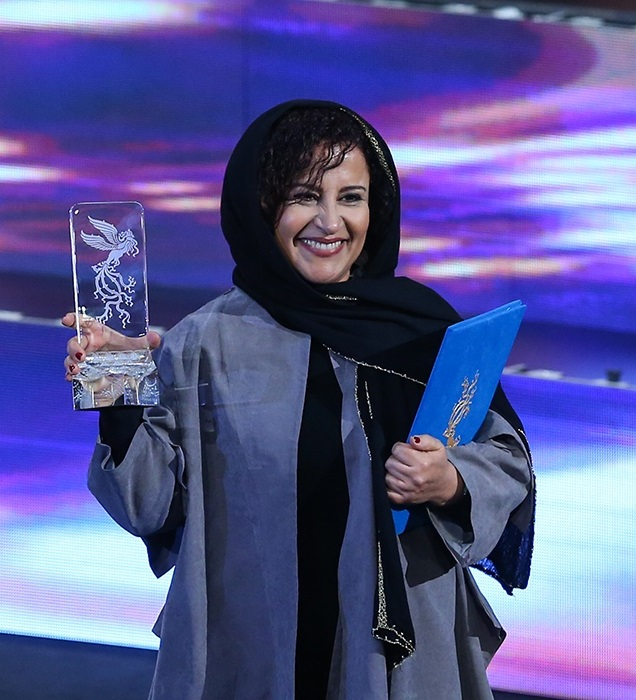
فرشته صدرعرفایی، برنده سیمرغ بهترین بازیگر نقش مکمل زن

### سودای سیمرغ[۵][۶]
| سیمرغ بلورین بهترین فیلم | سیمرغ بلورین بهترین کارگردانی |
| --- | --- |
| - شبی که ماه کامل شد – محمدحسین قاسمی - ماجرای نیمروز: رد خون – سید محمود رضوی - سرخ‌پوست – مجید مطلبی - غلامرضا تختی – سعید ملکان - متری شیش و نیم – سید جمال ساداتیان - قصر شیرین – رضا میرکریمی | - نرگس آبیار – شبی که ماه کامل شد - بهرام توکلی – غلامرضا تختی - نیما جاویدی – سرخ‌پوست - سعید روستایی – متری شیش و نیم - رضا میرکریمی – قصر شیرین - محمدحسین مهدویان – ماجرای نیمروز: رد خون       |
| سیمرغ بلورین بهترین بازیگر نقش اول مرد | سیمرغ بلورین بهترین بازیگر نقش اول زن |
| - هوتن شکیبا – شبی که ماه کامل شد - حامد بهداد – قصر شیرین - امین حیایی – درخونگاه - پیمان معادی – متری شیش و نیم - نوید محمدزاده – سرخ‌پوست                                                       | - الناز شاکردوست – شبی که ماه کامل شد - مهناز افشار – قسم - ژاله صامتی – درخونگاه - بهنوش طباطبایی – ماجرای نیمروز: رد خون - فاطمه معتمدآریا – بنفشه آفریقایی                                      |
| بهترین بازیگر نقش مکمل مرد | بهترین بازیگر نقش مکمل زن |
| - علی نصیریان – مسخره‌باز - آرمین رحیمیان – شبی که ماه کامل شد - نوید محمدزاده – متری شیش و نیم - حسن پورشیرازی – قسم - یونا تدین – قصر شیرین - جواد عزتی – ماجرای نیمروز: رد خون                  | - فرشته صدرعرفایی – شبی که ماه کامل شد - زهره عباسی – ناگهان درخت - ژیلا شاهی – قصر شیرین - نیوشا علیپور – قصر شیرین - پانته‌آ پناهی‌ها – درخونگاه                                                   |
| سیمرغ بلورین بهترین فیلمنامه | سیمرغ بلورین بهترین فیلم‌برداری |
| - محسن قرائی، محمد داوودی – قصر شیرین - محسن تنابنده – قسم - نیما جاویدی – سرخ‌پوست - پرویز شهبازی – طلا - نرگس آبیار، مرتضی اصفهانی – شبی که ماه کامل شد                                          | - حمید خضوعی ابیانه – غلامرضا تختی - هومن بهمنش – متری شیش و نیم - شهرام نجاریان – خون خدا - علی قاضی – مسخره‌باز - هادی بهروز – ماجرای نیمروز: رد خون - مسعود سلامی – آشفته‌گی                      |
| سیمرغ بلورین بهترین تدوین | سیمرغ بلورین بهترین موسیقی متن |
| - بهرام دهقانی – متری شیش و نیم - محمدرضا مویینی – سمفونی نهم - خشایار موحدیان – قسم - محمد نجاریان – ماجرای نیمروز: رد خون - میثم مولایی – غلامرضا تختی                                          | - امین هنرمند – قصر شیرین - پیمان یزدانیان – متری شیش و نیم و بنفشه آفریقایی - افشین عزیزی – غلامرضا تختی - مسعود سخاوت‌دوست – شبی که ماه کامل شد - کریستف رضاعی – ناگهان درخت و سال دوم دانشکده من |
| بهترین صدابرداری | بهترین صداگذاری |
| - ایرج شهزادی – متری شیش و نیم - مسیح سراج – پالتو شتری - بهمن اردلان – ۲۳ نفر - منصور شهبازی – طلا - مهدی ابراهیم‌زاده – قسم                                                                      | - مهرشاد ملکوتی – ماجرای نیمروز: رد خون - امیرحسین قاسمی – متری شیش و نیم - حسین ابوالصدق – سمفونی نهم - امیرحسین قاسمی – غلامرضا تختی - آرش قاسمی – شبی که ماه کامل شد                            |
| بهترین طراحی لباس | سیمرغ بلورین بهترین طراحی صحنه |
| - محمدرضا شجاعی – ماجرای نیمروز:ردخون - مشکین مهرگان – سمفونی نهم - محمدرضا شجاعی – شبی که ماه کامل شد - امیر ملک‌پور – غلامرضا تختی - الهام معین – مسخره‌باز                                       | - کیوان مقدم – غلامرضا تختی - سهیل دانش اشراقی – مسخره‌باز - محمدرضا شجاعی – شبی که ماه کامل شد - محسن نصراللهی – متری شیش و نیم و سرخ‌پوست - کامیاب امین عشایری – ۲۳ نفر                            |
| بهترین چهره‌پردازی | سیمرغ بلورین بهترین جلوه‌های ویژه میدانی |
| - ایمان امیدواری – شبی که ماه کامل شد - مجید اسکندری – سمفونی نهم - شهرام خلج – ماجرای نیمروز: رد خون - سعید ملکان – غلامرضا تختی - ایمان امیدواری – مسخره‌باز - عباس عباسی – ۲۳ نفر               | - ایمان کرمیان – ماجرای نیمروز: رد خون - محسن روزبهانی – ۲۳ نفر - ایمان کرمیان – سمفونی نهم - آرش آقابیک – شبی که ماه کامل شد - ارشا اقدسی – قسم                                                   |
| بهترین جلوه‌های ویژه بصری | سیمرغ بهترین فیلم از نگاه تماشاگران |
| - جواد مطوری – مسخره‌باز - محسن خیرآبادی، رضا میثاقی، شهاب نجفی – غلامرضا تختی - سید هادی اسلامی، امیر سحرخیز – ۲۳ نفر - جواد مطوری – سرخ‌پوست - سینا قویدل – ماجرای نیمروز: رد خون                 | - متری شیش و نیم – سید جمال ساداتیان - سرخ‌پوست – مجید مطلبی - غلامرضا تختی – سعید ملکان - شبی که ماه کامل شد – محمدحسین قاسمی - ماجرای نیمروز: رد خون – سید محمود رضوی                             |
| بهترین فیلم از نگاه ملی | جایزه ویژه هیئت داوران |
| - ۲۳ نفر – مجتبی فرآورده | - نیما جاویدی – سرخ‌پوست |
| بهترین فیلم هنر و تجربه | جایزه ویژه هیئت داوران برای بهترین پویانمایی |
| - مسخره‌باز – همایون غنی‌زاده | - آخرین داستان – اشکان رهگذر |
| بهترین فیلم کوتاه | بهترین فیلم مستند |
| - بچه خور – محمد کارت | - بهارستان خانه ملت – بابک بهداد |

### نگاه نو[۵][۶]
| سیمرغ بلورین بهترین فیلم اول |
| --- |
| - مسخره‌باز – همایون غنی‌زاده - جان‌دار – حسین امیری دوماری و پدرام پورامیری - حمال طلا – تورج اصلانی - دیدن این فیلم جرم است! – رضا زهتابچیان - روزهای نارنجی – آرش لاهوتی |

### مسابقه تبلیغات[۷][۸]
| سیمرغ بلورین بهترین عکس | سیمرغ بلورین بهترین طراحی پوستر |
| --- | --- |
| - حبیب مجیدی – بمب؛ یک عاشقانه - کوروش پیرو – پشت دیوار سکوت - محمد بدرلو – تنگه ابوقریب - مریم تخت‌کشیان – قانون مورفی - امیرحسین شجاعی – مغزهای کوچک زنگ‌زده | - طاها ذاکر – کوپال - محمد تقی‌پور – تنگه ابوقریب - محمدحسین هوشمندی – عرق سرد - عرفان بهکار مهربانی – خوک - محمد روح الامین – مصادره |
| سیمرغ بلورین بهترین آنونس | |
| - روح‌الله موحدی – گرگ‌بازی - کاظم ملایی – کوپال - حمید نجفی‌راد – خوک و بدون تاریخ، بدون امضاء - مسعود رفیع‌زاده – مغزهای کوچک زنگ‌زده                           | |

### تعداد نامزدهای بخش سودای سیمرغ
| تعداد نامزدی‌ها | فیلم                  |
| -------------- | --------------------- |
| ۱۳             | شبی که ماه کامل شد    |
| ۱۱             | ماجرای نیمروز: رد خون |
| ۱۰             | متری شیش و نیم        |
| ۱۰             | غلامرضا تختی          |
| ۸              | قصر شیرین             |
| ۶              | قسم                   |
| ۶              | سرخ‌پوست               |
| ۶              | مسخره‌باز              |
| ۵              | ۲۳ نفر                |
| ۵              | سمفونی نهم            |
| ۳              | درخونگاه              |
| ۲              | بنفشه آفریقایی        |
| ۲              | طلا                   |
| ۲              | ناگهان درخت           |

| تعداد جایزه | فیلم                  |
| ----------- | --------------------- |
| ۶           | شبی که ماه کامل شد    |
| ۳           | ماجرای نیمروز: رد خون |
| ۳           | متری شیش و نیم        |
| ۳           | مسخره‌باز*             |
| ۲           | غلامرضا تختی          |
| ۲           | قصر شیرین             |
| ۱           | سرخ‌پوست               |
| ۱           | ۲۳ نفر                |

*فیلم مسخره‌باز علاوه بر ۳ سیمرغ بلورین بخش سودای سیمرغ، یک سیمرغ بلورین بخش نگاه نو را نیز دریافت کرد.

## فیلم‌ها

### سودای سیمرغ
براساس اعلام اعضای هیئت انتخاب (احمد امینی، محمدعلی حسین‌نژاد، حسن خجسته، شاهرخ دولکو، بهروز شعیبی، حسین کرمی و رضا مقصودی) اسامی فیلم‌های بخش سودای سیمرغ (رقابتی) بدین شرح است:
- آشفته‌گی (فریدون جیرانی)
- ایده اصلی (آزیتا موگویی)
- بنفشه آفریقایی (مونا زندی حقیقی)
- ۲۳ نفر (مهدی جعفری)
- پالتو شتری (مهدی علی‌میرزایی)
- تیغ و ترمه (کیومرث پوراحمد)
- جمشیدیه (یلدا جبلی)
- خون خدا (مرتضی‌علی عباس میرزایی)
- درخونگاه (سیاوش اسعدی)
- سال دوم دانشکده من (رسول صدرعاملی)
- سرخ‌پوست (نیما جاویدی)
- سمفونی نهم (محمدرضا هنرمند)
- شبی که ماه کامل شد (نرگس آبیار)
- طلا (پرویز شهبازی)
- غلامرضا تختی (بهرام توکلی)
- قسم (محسن تنابنده)
- قصر شیرین (رضا میرکریمی)
- ماجرای نیمروز: رد خون (محمدحسین مهدویان)
- متری شیش و نیم (سعید روستایی)
- مردی بدون سایه (علیرضا رئیسیان)
- مسخره‌باز (همایون غنی‌زاده)
- ناگهان درخت (صفی یزدانیان)

### نگاه نو
همچنین فیلم‌های زیر برای رقابت در بخش نگاه نو انتخاب شدند:
- پالتو شتری (مهدی علی‌میرزایی)
- جان‌دار (حسین امیری‌دوماری و پدرام پورامیری)
- دیدن این فیلم جرم است! (رضا زهتابچیان)
- حمال طلا (تورج اصلانی)
- روزهای نارنجی (آرش لاهوتی)
- زهرمار (سید جواد رضویان)
- سونامی (میلاد صدرعاملی)
- مسخره‌باز (همایون غنی‌زاده)
- معکوس (پولاد کیمیایی)
- یلدا (مسعود بخشی)

### انیمیشن
انیمیشن‌ها جواز حضور در بخش مسابقه را کسب نکردند. یکی از سه انیمیشن زیر جایزهٔ هیئت داوران را خواهد برد:
- آخرین داستان (اشکان رهگذر)
- بنیامین (محسن عنایتی)
- شب آفتابی (علی مدنی)

### مستند
فیلم‌های زیر برای رقابت در بخش مستند انتخاب شدند:
- بهارستان خانه ملت (بابک بهداد)
- تمام چیزهایی که جایشان خالی است (زینب تبریزی)
- خانه‌ای برای تو (مهدی بخشی مقدم)
- دلبند (یاسر طالبی)
- نت‌های مسی یک رؤیا (رضا فرهمند)

### فیلم‌های کوتاه
فیلم‌های زیر برای رقابت در بخش فیلم‌های کوتاه انتخاب شدند:
- گسل (سهیل امیر شریفی)
- رورانس (سوگل رضوانی)
- اس (s) (حامد اصلانی)
- تو هنوز اینجایی (کتایون پرمر و محمد روحبخش)
- تشریح (سیاوش شهابی)
- بچه خور (محمد کارت)
- دریای تلخ (فاطمه احمدی)

## حواشی
- در مراسم افتتاحیه سی و هفتمین دوره جشنواره فیلم فجر، تئاتری با عنوان «سلام چهل‌سالگی» اجرا شد که در پایان این نمایش سرودی به صورت گروهی در حضور سید عباس صالحی، وزیر فرهنگ و ارشاد اسلامی، خوانده شد و برتری صدای یکی از خوانندگان زن در این همخوانی، واکنش‌های زیادی از جمله ابراز تاسف حسین نوری همدانی را در پی داشت.[۱۴][۱۵] عباس صالحی در واکنش به این حواشی در توئیتی نوشت: جز صدای جمع‌خوانی به من نمی‌رسید.[۱۶][۱۷] روابط عمومی جشنواره فیلم فجر نیز در توضیحی برتری صدای خواننده زن را به دلیل این دانست که خروجی صدای پخش زنده تلویزیونی تنها از طریق یک میکروفون بوده و بخاطر همین صدای هم‌خوان‌ها ضعیف شنیده شده‌است.[۱۸]
- از دیگر حواشی سی و هفتمین جشنواره سفارش و ساخت سیمرغ‌های بلورین این دوره در دبی پایتخت کشور امارات متحده عربی بود که انتقاداتی را در پی داشت.[۱۹] قیمت ساخت هر یک از این سیمرغ‌ها حدود ۹۰۰ درهم امارات معادل حدود ۳ میلیون تومان محاسبه شده بود.[۲۰] عزت‌الله علیزاده مدیر اجرایی جشنواره سی و هفتم در گفتگو با روزنامه همشهری پیرامون این مسئله گفت که علت این امر «عدم امکان ساخت سیمرغ‌های جشنواره با کیفیت مدنظر ما در داخل کشور» بوده‌است.[۲۰] این اظهارات با واکنش حسین بختیاری رئیس هیئت مدیره مجمع هنرمندان صنایع‌دستی مواجه شد که آن را «ترجیحاً غیرقابل قبول» نامید و چنین رخدادهایی را به دلیل دچار بودن جامعه و مدیران به «نوعی بیماری فرهنگی در بیگانه پرستی و دگردوستی فرهنگ‌های دیگر کشورها» و «غفلت از توانایی وطنی» باعث تعجب ندانست.[۱۹]